# شون إدري
شون إدري (بالعبرية: שון עדרי‏) هو لاعب كرة قدم إسرائيلي، ولد في 24 أكتوبر 2004 في غديرا في إسرائيل.

## وصلات خارجية
- شون إدري على موقع إي إس بي إن إف سي (الإنجليزية)
- شون إدري على موقع قاعدة بيانات كرة القدم.إي يو (الإنجليزية)
- شون إدري على موقع Soccerway.com (الإنجليزية)
- شون إدري على موقع عالم كرة القدم.نت (الإنجليزية)